# Giōrgos Papandreou
Giōrgos Andreas Papandreou (in greco Γιώργος Ανδρέας Παπανδρέου?; Saint Paul, 16 giugno 1952) è un politico greco.
È stato Primo ministro della Repubblica Ellenica dal 6 ottobre 2009 al 11 novembre 2011.

## Biografia
Giōrgos Papandreou è il terzo capo del governo della dinastia politica dei Papandreou. È figlio dell'ex Primo ministro greco Andreas Papandreou (fondatore del Pasok al termine del regime dei colonnelli) e nipote di Geōrgios Papandreou (nominato capo del governo greco in esilio nel 1944, durante l'occupazione italo-tedesca).
Nato negli Stati Uniti d'America da madre statunitense, Giōrgos Papandreou si laurea in sociologia dopo aver studiato a Harvard, in Svezia e a Londra.
Diviene deputato al Parlamento Ellenico al momento in cui il padre Andreas è nominato Primo ministro.
È stato ministro della Pubblica Istruzione e degli Affari Religiosi per due volte (1988-1989 e 1994-1996). Nel 1999, sottosegretario agli esteri, sostituisce il ministero degli esteri in carica, dimessosi a seguito dell'affare Öcalan. È ministro degli Affari Esteri dal 1999 al 2004.
Nelle elezioni del 2004 e in quelle del 2007, Papandreou, ha sfidato come capo dell'opposizione il Primo ministro in carica Costas Karamanlis, uscendone sconfitto entrambe le volte.
Giōrgos Papandreou si impegna a rinnovare il Pasok, trasformandolo dal movimento socialista-satrapico ereditato dal padre in un tentativo di modernizzazione della sinistra all'avanguardia in Europa. Secondo David Miliband, ministro degli esteri inglese del Partito Laburista, il Pasok è «una delle ispirazioni per la sinistra europea».
Tra le altre cose, Papandreou ha cercato di mettere in pratica, nella vita del partito, le teorie della democrazia deliberativa.
Papandreou è diventato presidente dell'Internazionale Socialista nel 2006.

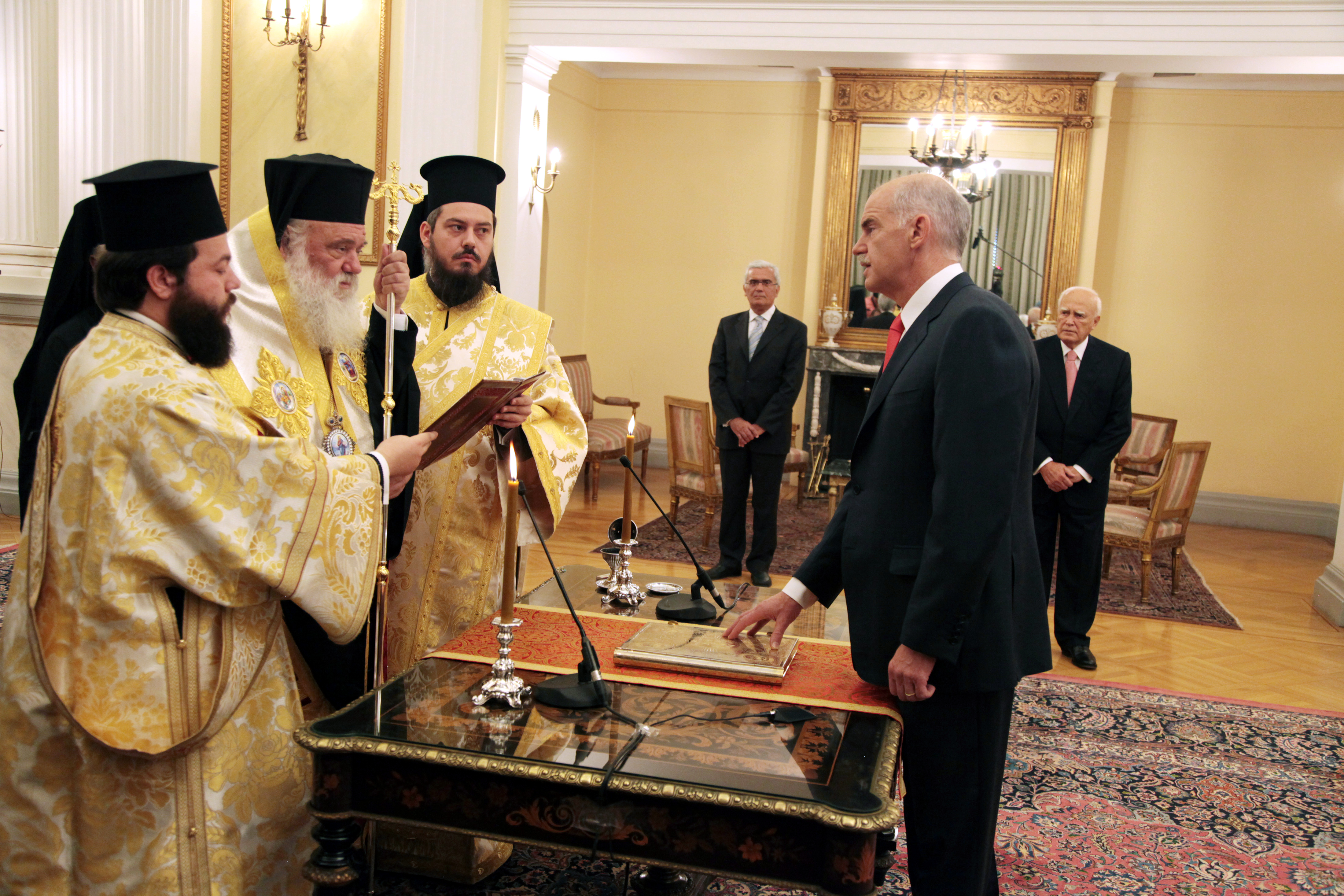
Papandreou mentre presta giuramento come Primo ministro della Grecia

Alle elezioni parlamentari del 2009 ha sconfitto Costas Karamanlis, premier uscente e dimissionario di un governo di centro-destra, ottenendo col Pasok il 43% dei voti e 160 seggi su 300 all'Assemblea Nazionale, confermando il sorpasso del Pasok su Nuova Democrazia, già manifestatosi nelle elezioni europee del 2009.
Il nuovo governo di Giōrgos Papandreou si insedia il 6 ottobre 2009.

### Crisi finanziaria

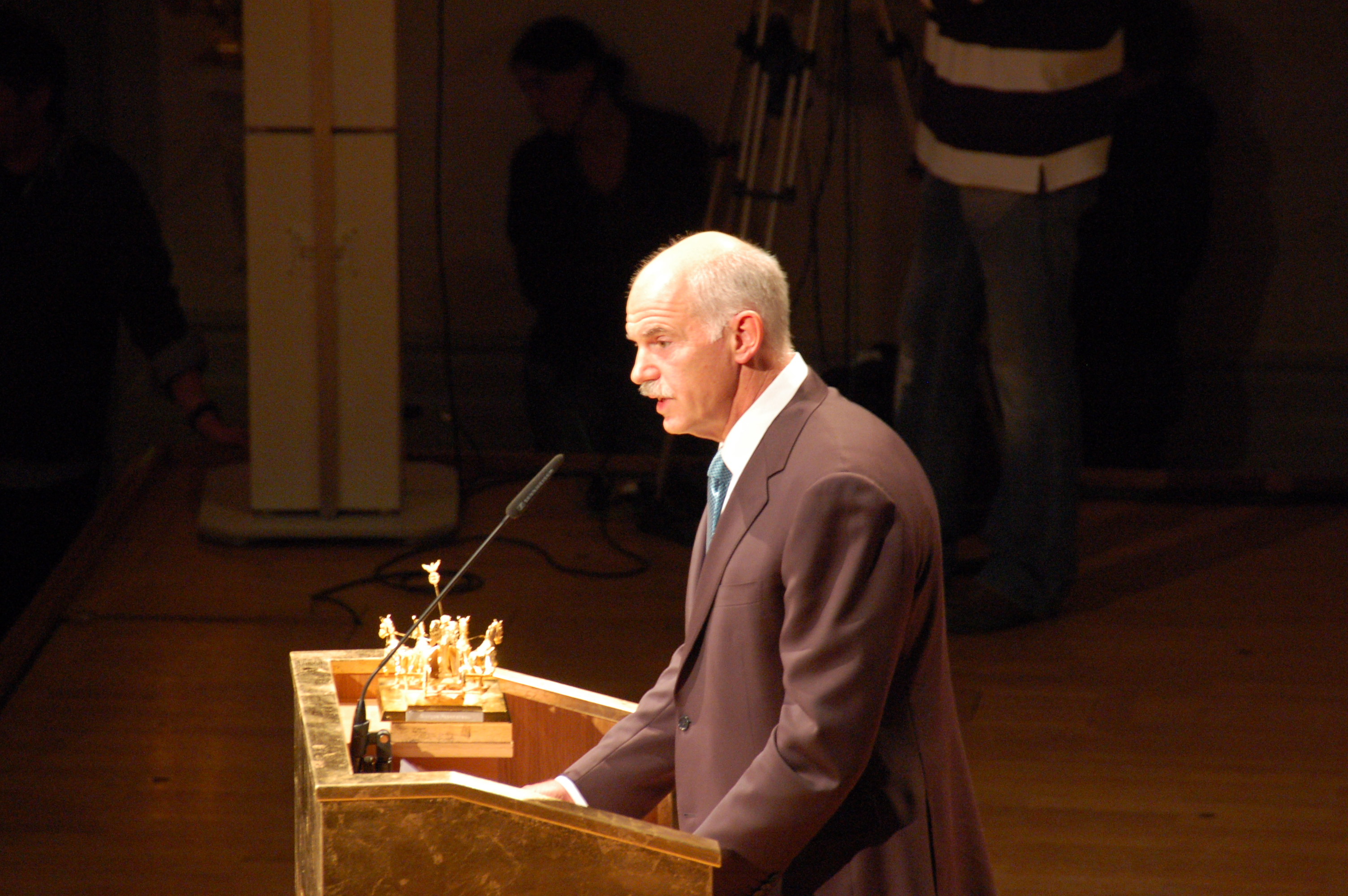
Papandreou a Berlino, nel 2010, per il conferimento del Premio Quadriga

Subito dopo la formazione del suo governo, Giōrgos Papandreou ha rivelato la criticità della situazione finanziaria del paese, dichiarando che i precedenti governi greci avevano falsificato i dati di bilancio dei conti pubblici per permettere alla Grecia di entrare nell'euro, denunciando così il rischio di bancarotta del Paese. A seguito di questo all'inizio del mese di maggio 2010 è stato definito un pacchetto di 110 miliardi di euro di aiuti in 3 anni, da parte dei paesi della zona euro, alla Grecia.

### Uscita dal PASOK
Il 3 gennaio 2015 Giōrgos Papandreou esce dal PASOK formando una nuova organizzazione denominata Movimento dei Socialisti Democratici che si presenta alle elezioni politiche del 25 gennaio senza ottenere seggi.